# Saint-Germain-sur-Avre
 Saint-Germain-sur-Avre  là một xã của tỉnh Eure, thuộc vùng Normandie, miền bắc nước Pháp.